# Fiksstjerne
Betegnelsen fiksstjerne hentyder til at stjernerne i modsætning til planeterne er "fastsiddende", det vil sige, at deres bevægelse er for langsom til at kunne måles uden avancerede hjælpemidler.